# Teoría de la alianza

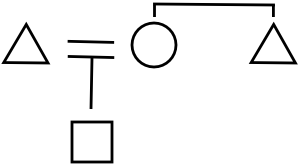
Representación gráfica del átomo de parentesco, según la propuesta de Claude Lévi-Strauss. El género masculino es simbolizado con un triángulo, y el femenino, por un círculo. La descendencia, de género indistinto, es representada con un cuadrado. Para los partidarios de la teoría de la alianza, el lazo elemental del parentesco es el de la alianza entre un hombre y otro al que ha cedido los derechos sobre el poder reproductor de su propia hermana.

La teoría de la alianza, también llamada teoría del intercambio generalizado, es el nombre dado en la antropología a un método estructuralista de análisis de las relaciones de parentesco. Tiene sus orígenes en el libro Las estructuras elementales del parentesco, escrito por el antropólogo y filósofo francés Claude Lévi-Strauss en 1949. La teoría de la alianza está opuesta a su par funcionalista propuesta por Alfred Reginald Radcliffe-Brown, conocida como teoría de los grupos de filiación. La teoría de la alianza ha orientado buena parte de los trabajos de la antropología social francesa sobre el parentesco, sobre todo hasta la década de 1980, y tuvo resonancia en otros campos del análisis social, incluidos el psicoanálisis —que comparte con la antropología estructuralista el interés en la universalidad del tabú del incesto—, la filosofía y la filosofía política. 
La teoría levistraussiana de la alianza fue elaborada sobre la base de la evidencia etnográfica de sociedades no europeas, en las cuales se observaron fuertes vínculos de consanguinidad y afinidad. Ambos criterios de definición de los grupos de parentesco, opuestos en algunas ocasiones y complementarios en otras tantas, dan origen al ordenamiento social de las reglas y prescripciones matrimoniales. Lo anterior es especialmente válido para las sociedades simples, donde la pertenencia a un linaje define en muchas ocasiones la persona con la que se ha de realizar el matrimonio de una persona. De acuerdo con los antropólogos levistraussianos, la alianza matrimonial se constituye en una estrategia para establecer relaciones de colaboración entre linajes y familias. Las bodas son vistas desde ese punto de vista como un fenómeno comunicativo, que ha sido abordado por antropólogos como Lévi-Strauss, Louis Dumont y Rodney Needham. De lo anterior, se comprende que uno de los propósitos de la teoría de la alianza es explicar la base de la sociedad humana. 
La teoría de la alianza está apoyada en el concepto de tabú del incesto. De acuerdo con Lévi-Strauss, la prohibición del incesto es un fenómeno universal que presiona a los grupos humanos a practicar la exogamia. Esto significa que, en un grupo humano dado, existen personas que son clasificadas en ciertas categorías que el código cultural define como prohibidas para la realización de un matrimonio —por ejemplo, en el caso de los países de habla hispana, algunas de estas categorías son hermano, madre y padre—. El tabú del incesto es una prescripción negativa que se realiza positivamente: establece limitaciones a las relaciones incestuosas, pero abre la posibilidad a la búsqueda de consortes fuera del grupo de parentesco, con el propósito de lograr la reproducción del mismo. 
Este planteamiento tiene algunas resonancias de la obra Tótem y Tabú, escrita en 1913 por Sigmund Freud. Sin embargo, en la teoría de la alianza, el tabú del incesto es una regla que obliga a un hombre a renunciar a sus hermanas, con el propósito de entregarlas a los hombres de otros grupos de parentesco y esperar a que alguien más le ceda los derechos sobre las mujeres casaderas de otra familia. De esta suerte, se establece un circuito donde las mujeres son transferidas de un grupo a otro con el propósito de garantizar la permanencia de los mismos en el tiempo.